# Billag
Die Billag AG (Schweizerische Erhebungsstelle für Radio- und Fernsehempfangsgebühren, französisch Organe suisse de perception des redevances de réception des programmes de radio et de télévision, italienisch Ufficio svizzero di riscossione dei canoni radiotelevisivi) war eine Schweizer Tochtergesellschaft der Swisscom, die von 1998 bis 2018 für die Erhebung der Rundfunkgebühren (Empfangsgebühren für Radio und Fernsehen) zuständig war. Zum 1. Januar 2019 hat sie diese Aufgabe an die Serafe AG abgegeben. Der Kunstname Billag setzt sich zusammen aus englisch «Bill» (Rechnung) und der Abkürzung «AG» (für Aktiengesellschaft), also wörtlich «Rechnungs-AG». Da die Rechtsform «AG» als Bestandteil des Kunstbegriffs damit nicht mehr eindeutig war, wurde sie den rechtlichen Vorgaben entsprechend doppelt angefügt.

## Geschichte
Bis 1998 wurden die Empfangsgebühren automatisch mit der monatlichen Telefonrechnung der Swisscom bezahlt. Im Zuge der Teilprivatisierung der Swisscom wurde diese verpflichtet, das Inkasso bis spätestens 2002 weiterzuführen. Daher gründete die Swisscom die Tochterfirma Billag, die ab Anfang 1998 die Gebühren erhob. 1999 erhielt die Billag in einer öffentlichen Ausschreibung den Zuschlag, die Gebühren weiterhin zu erheben. Auch danach konnte die Billag ihr Mandat verteidigen.
Am 10. März 2017 wurde bekannt, dass die Billag AG ihr Mandat zum Inkasso der Radio- und Fernsehgebühren verliert. In einer öffentlichen Ausschreibung durch das Bundesamt für Kommunikation hat die Serafe AG, eine Tochtergesellschaft der 1979 gegründeten Secon AG, dank einem besseren Preis-Leistungs-Verhältnis den Zuschlag erhalten und hat diese Aufgabe am 1. Januar 2019 übernommen. Da die Billag AG mehr als 90 Prozent ihrer Einnahmen aus der Erhebung der Empfangsgebühren erhielt, hat Swisscom ihre 100-%-Tochtergesellschaft per Ende September 2019 komplett geschlossen. Betroffen waren 230 Mitarbeiter, die rund 50 Mitarbeiter im Callcenter der Billag wurden von Callpoint übernommen. Bis zur Schliessung kümmerte sich die Billag noch um die hängigen Inkasso- und Betreibungsverfahren nach dem bisherigen System der Empfangsgebühren.

## Tätigkeit
Die Billag informierte über die Melde- und Gebührenpflicht und erhob im Namen und auf Rechnung der Schweizerischen Eidgenossenschaft die Empfangsgebühren. Verstösse gegen die Meldepflicht meldete sie dem Bakom. Die entsprechenden Institutionen heissen in Deutschland ARD ZDF Deutschlandradio Beitragsservice (zuvor GEZ) und ORF-Beitrags Service (zuvor GIS) in Österreich.
Im Jahr 2010 hat der Bundesrat beschlossen, die jährliche Rechnungsstellung einzuführen. Um einen regelmässigen Finanzfluss sicherzustellen, erfolgte die Rechnungsstellung gestaffelt in monatlichen Tranchen mit rund 250'000 Rechnungen. Gegen einen Zuschlag von CHF 2 pro Rechnung war weiter eine dreimonatliche Rechnungsstellung möglich. Diese war bei Billag telefonisch oder online zu beantragen. Billag konnte Verfügungen erstellen, die im Betreibungsverfahren den Charakter eines vollstreckbaren Gerichtsurteils hatten.
Das Unternehmen beschäftigte rund 280 Mitarbeitende. Das Inkassovolumen betrug 1,3 Milliarden Schweizer Franken, von denen die Billag (nach Einführung der Jahresrechnung noch) ca. 45 Millionen für den eigenen Betrieb benötigte.
Neben den Rundfunkgebühren versandte die Billag im Auftrag der SUISA (Genossenschaft der Urheber und Verleger von Musik) Rechnungen für die Urheberrechtsentschädigungen für die Rechte der Urheber musikalischer Werke.

## Höhe und Verwendung der Radio- und Fernsehgebühren
Bei der Berechnung der Gebührenhöhe wurde zwischen privatem, gewerblichem und kommerziellem Empfang unterschieden.
| Radio- und Fernsehgebühren (Stand: 2011)          |           |          |
|                                                   | CHF/Monat | CHF/Jahr |
| Privater Radioempfang                             | 14,10     | 169,15   |
| Privater Fernsehempfang                           | 24,45     | 293,25   |
| Gewerblicher Radioempfang                         | 18,65     | 223,85   |
| Gewerblicher Fernsehempfang                       | 32,40     | 388,55   |
| Kommerzieller Radioempfang Kat I (1–10 Geräte)    | 18,65     | 223,85   |
| Kommerzieller Fernsehempfang Kat. I (1–10 Geräte) | 32,40     | 388,55   |

Die eingenommenen Gebührenerträge wurden dem Bakom (Bundesamt für Kommunikation) weitergeleitet. Daraus wurden die Programmerstellung der SRG SSR und gewisser privater Senderstationen finanziert. Ausserdem wurde daraus administrativer Aufwand des Bakom (Frequenzüberwachung) und der Aufwand der Billag AG finanziert. Über die Höhe der Gebühren entschied der Bundesrat.
Die jahrelang widerrechtlich einkassierte Mehrwertsteuer auf den Radio- und Fernsehgebühren, wurde 2021 automatisch durch die Sarafe rückerstattet. Anders bei den Unternehmen, welche die Rückerstattung zuerst online beantragen mussten.

## Gebührenpflicht
Der Empfang von Radio- und Fernsehprogrammen war, unabhängig davon wie der Empfang zustande kommt und welche Programme angesehen werden, melde- und gebührenpflichtig. Es gab jedoch einige Einschränkungen, Sonderregelungen und Ausnahmen.
Private Haushalte hatten unabhängig von der Anzahl der dort lebenden Personen nur eine Gebühr zu bezahlen. Autoradios waren hierbei eingeschlossen.
Für jeden weiteren Standort war eine zusätzliche Gebühr zu bezahlen, sofern man diesen für drei oder mehr Tage pro Woche und dies während mehr als sechs Monaten pro Jahr benutzte.
Die Gebühren für den gewerblichen bzw. kommerziellen Empfang waren davon abhängig, ob die Geräte für Dritte (kommerziell) oder ausschliesslich für Mitarbeiter (gewerblich) bereitgehalten werden. Die Berechnung der Gebühren für kommerziellen Empfang fand nach Kategorien (I: 1–10, II: 11–50, III: mehr als 50 Geräte) statt. Vorführgeräte wurden hier bei Unternehmen als Kategorie I, unabhängig von der Anzahl, eingestuft. Auch bei Unternehmen war jeder Standort gebührenpflichtig. Darüber hinaus waren Betriebe in der Regel auch verpflichtet, Urheberrechtsentschädigungen zu bezahlen. Diese wurden ebenfalls durch die Billag erhoben, jedoch separat in Rechnung gestellt.
Empfänger von Ergänzungsleistungen zur AHV/IV nach Bundesrecht konnten auf Gesuch hin von den Gebühren befreit werden.
Wurden Rundfunkgeräte betrieben, diese jedoch nicht der Billag gemeldet, war dies strafbar und konnte zu einer Busse von bis zu 5000 Franken oder zu einem Strafverfahren seitens des BAKOM führen.

## Kritik
2007 und 2008 führte das Unternehmen eine Kampagne durch, um die Bevölkerung in der Hauptsendezeit mittels sechs computeranimierter Werbespots zu «sensibilisieren», die sich positiv auf die Zahlungsmoral sogenannter Schwarzseher auswirken sollten, mit einem Kostenpunkt allein für die Produktion von 1,5 Millionen Franken. Nicht alle Spots wurden gesendet.